# Coxapopha yuyapichis
Espèce
Coxapopha yuyapichis est une espèce d'araignées aranéomorphes de la famille des Oonopidae.

## Distribution
Cette espèce est endémique de la province de Puerto Inca dans la région de Huánuco au Pérou,.
Sa présence est incertaine dans les régions d'Ucayali et de Cuzco.

## Description
Le mâle holotype mesure 2,10 mm et la femelle paratype 2,20 mm.

## Étymologie
Son nom d'espèce lui a été donné en référence au lieu de sa découverte, le río Yuyapichis.

## Publication originale
- Ott & Brescovit, 2004 : Three new species of the haplogyne spider genus Coxapopha Platnick from the Amazon region (Araneae, Oonopidae). Revista Ibérica de Aracnología, vol. 9, p. 127-135 (texte intégral).